# Hishimonus sonapaharensis
Hishimonus sonapaharensis är en insektsart som beskrevs av Rao 1989. Hishimonus sonapaharensis ingår i släktet Hishimonus och familjen dvärgstritar. Inga underarter finns listade i Catalogue of Life.